# Gaston Dethier
Gaston Dethier   (Lieja, 19 d'abril de 1875 - Nova York, 26 de maig de 1958) va ser un organista, pianista i compositor nord-americà de naixement belga.
Nascut a Lieja, era fill de l'organista Emile Jean Joseph Dethier (1849-1933), germà del violinista Edouard Dethier i de l'oncle del fisiòleg Vincent Dethier. Va estudiar al "Royal Conservatory" de la seva ciutat natal amb Alexandre Guilmant. Va ser guardonat amb primers premis en orgue, piano, harmonia i fuga del conservatori.
El 1886, amb només 11 anys, Dethier va ser nomenat organista a l'Església "Saint-Jacques-le-Mineur" de Lieja. Finalment va marxar d'allà per treballar amb la mateixa capacitat a l'"Església Saint-Christophe" de Lieja .

## Trasllat als Estats Units
Va emigrar als Estats Units el 1894, on es va convertir en un ciutadà naturalitzat. Va ser organista a l'Església de Sant Francesc Xavier des de 1894 fins a 1907. Després de marxar el 1907, el càrrec va ser ocupat per l'organista italià Pietro Yon, que finalment es convertiria en organista a la catedral de Sant Patrici.

## Juilliard School
Va ensenyar òrgan a la facultat de la Juilliard School des de 1907 fins a 1945. Entre els seus alumnes destacats hi havia Ray Lev, Marcelle Martin, Carl McKinley, Georges-Émile Tanguay i Powell Weaver.
Dethier és recordat avui com el compositor d'un conjunt de variacions sobre "Adeste Fideles" (1902) que es reprodueix ocasionalment avui.

## Obra per a orgue
- Album Leaf
- Allegro appasionato (Apasionado Alegre)
- Allegro gioioso (Alegre, alegre)
- Caprice 'The Brook'
- Christmas (Nadala)
- Elegy (Elegía)
- Festal Prelude (Preludio Festal)
- Gavotte in G minor (Gavotte en sol menor)
- Idylle (Idilio)
- Intermezzo
- Menuet in B-flat major
- Nocturne (Nocturno)
- Organ Compositions '(Composiciones de órganos)
- Prélude sur le Dies Irae
- Procession Solennelle
- Reverie (Ensueño)
- Scherzo (Broma)[4]